# Predatory Publishing
Predatory Publishing, deutsch etwa „räuberisches Veröffentlichen“, ist ein betrügerisches Geschäftsmodell bestimmter Open-Access-Verlage. Die im Deutschen manchmal als „Raubverlage“ bezeichneten Unternehmen geben vor, vollwertige wissenschaftliche Fachzeitschriften herauszugeben, und verlangen von den Autoren die im Open-Access-Segment üblichen Publikationsgebühren (Article Processing Charges), ohne dafür die redaktionellen und publizistischen Dienstleistungen zu erbringen, die bei seriösen Fachzeitschriften erwartet werden, wie z. B. ein ordentliches Peer Review. Solcherart minderwertige Zeitschriften werden als Raubjournale, englisch als predatory journals oder Pseudo-Journals bezeichnet.
Ein weiterer zum Predatory Publishing gehörender Betrugsbereich sind die Predatory Conferences oder Predatory Meetings. Es handelt sich um Tagungen, die den Anschein einer legitimen wissenschaftlichen Konferenz erwecken sollen, aber keine angemessene redaktionelle Kontrolle über die eingereichten Beiträge bieten. Teilweise wird mit der Beteiligung prominenter Wissenschaftler geworben, die in Wirklichkeit gar nicht involviert sind. Auch im Bereich der Buchveröffentlichungen gibt es Verlage, die zu Beiträgen in Sammelbänden aufrufen, diese massiv bewerben und ohne wissenschaftliche Begutachtungsverfahren gegen Gebühr veröffentlichen.
Der Ausdruck Predatory Publishing wurde 2012 von Jeffrey Beall, einem ehemaligen Bibliothekar für interne Wissenschaftskommunikation an der Universität von Colorado, geprägt. Dieser führte in der bis Januar 2017 regelmäßig aktualisierten, online abrufbaren Beall-Liste von ihm als „potential, possible, or probable predatory scholarly open-access publishers“ eingestufte Verlage auf. Die Liste wurde unter anderem nach einer Beschwerde von Frontiers Media durch Beall selbst gelöscht; eine Untersuchung der Universität von Colorado wurde ohne Befund beendet. Die Liste wird aber von einer anonymen Gruppe (Stop Predatory Journals) und anderen weitergeführt.
Systematische Untersuchungen erbrachten, dass vor allem unerfahrene Autoren und solche aus Entwicklungs- und Schwellenländern bevorzugt bei solchen Verlagen publizierten. Autoren aus den Entwicklungs- und Schwellenländern seien dabei nicht zuletzt von der Aussicht auf eine breite Wahrnehmung ihrer Forschungsergebnisse infolge der freien Zugänglichkeit ihrer Artikel bei verhältnismäßig geringen Publikationsgebühren motiviert; viele der in der Beall-Liste enthaltenen Verlage operieren von solchen Ländern aus. Andererseits kann das Predatory-Publishing-Modell gezielt von unter Publikationsdruck stehenden Nachwuchswissenschaftlern aus Industrieländern benutzt werden, um Forschungsarbeiten minderer Qualität oder mit marginalem Erkenntnisgewinn als „Peer-Reviewed“ in einem seriös aufgemachten Periodikum zu veröffentlichen. Ähnliches gilt für Betrüger mit kommerziellen Interessen, die gefälschten technischen oder medizinischen Studien zur Nützlichkeit ihres Produktes mithilfe von Raubverlagen den Anschein von wissenschaftlicher Fundiertheit verleihen können.

## Geschichte
2008 machte der Kanadier Gunther Eysenbach, Herausgeber einer frühen Open-Access-Zeitschrift, „auf schwarze Schafe unter den Open-Access-Verlagen und -Zeitschriften“ aufmerksam und hob im Blog Verleger und Zeitschriften hervor, die mit übermäßigem Spam Autoren und Redakteure anlocken, insbesondere Bentham, Dove Medical Press und Libertas Academica. Im gleichen Jahr machte der britische Journalist Richard Poynder in einer Interviewreihe auf die Praktiken aufmerksam, die „die Möglichkeiten der neuen Umgebung ausnutzen“. 2009 wurden weitere Zweifel an der Ehrlichkeit bestimmter Open-Access-Zeitschriften angemeldet. Aus Sorge um die Spamming-Praktiken ihrer „schwarzen Schafe“ gründeten die führenden Open-Access-Verlage 2008 die Open Access Scholarly Publishing Association. 2009 hatte der Blog Improbable Research entdeckt, dass die Zeitschriften von Scientific Research Publishing anderswo publizierte Arbeiten dupliziert hatten; über diesen Fall wurde anschließend in Nature berichtet. 2010 reichte der Cornell-University-Absolvent Phil Davis (Betreiber des Blogs Scholarly Kitchen) ein Manuskript ein, das einen sinnfreien, mittels der Software SCIgen erstellten Inhalt hatte und gegen Gebühr angenommen (aber dann vom Autor zurückgezogen) wurde. Es wurde berichtet, dass Raubverlage sich weigerten, Zurückziehungen eingereichter Manuskripte zu akzeptieren, und dadurch die Einreichung bei einer anderen Zeitschrift verhinderten.
Im August 2016 reichte die Federal Trade Commission (FTC) Klage gegen die indische OMICS-Verlagsgruppe (einschließlich ihrer Töchter iMedPub und Conference Series) und deren Präsidenten Srinubabu Gedela ein. Akademiker und Forscher würden über den Charakter der Verlagsprodukte getäuscht und das Fälligwerden einiger Hunderter bis einiger Tausender Dollar an Publikationsgebühren würde bis zur Annahme des Manuskripts für die Veröffentlichung verschwiegen. Die FTC reagierte damit auch auf wachsenden Druck aus dem akademischen Sektor, endlich gegen Raubverlage vorzugehen. Die OMICS-Gruppe wies die Vorwürfe auf ihrer Website zurück und beschuldigte die etablierten Verlage der Konspiration. Nach einem Urteil von 2019 darf der Verlag in den USA nicht mehr tätig werden und muss 50 Millionen Dollar Strafe zahlen. Im Jahr 2020 bestätigte ein durch Omics angerufenes Berufungsgericht das Urteil und die Strafzahlung.

### Bohannons Experiment
2013 reichte John Bohannon, Mitarbeiter der Zeitschrift Science, bei einer Reihe von Open-Access-Zeitschriften ein völlig fehlerhaftes Manuskript über die angebliche Wirkung eines Flechtenbestandteils ein und veröffentlichte das Resultat in einem Text mit dem Titel Who’s Afraid of Peer Review? („Wer hat Angst vorm Peer-Review?“). Etwa 60 % der Zeitschriften hatten die gefälschte Arbeit akzeptiert, darunter das Journal of Natural Pharmaceuticals, während 40 % sie ablehnten, darunter die bekannte PLOS ONE.

### „Dr. B. Trüger“
2015 erfanden vier polnische Psychologen eine fiktive unterdurchschnittliche Wissenschaftlerin namens Anna O. Szust (von polnisch oszust ‚Betrüger‘) und ließen sie sich um eine Redaktionsstelle bei 360 englischsprachigen wissenschaftlichen Zeitschriften bewerben. Szusts Qualifikationen waren düster; sie hatte nichts veröffentlicht und keine redaktionelle Erfahrung. Die in ihrem Lebenslauf aufgeführten Bücher und Buchkapitel sowie die Verlage waren frei erfunden.
Ein Drittel der Zeitschriften, bei denen sich Szust bewarb, wurde der sogenannten Beall-Liste entnommen, die nur Zeitschriften mutmaßlicher Raubverlage enthält. Vierzig dieser Zeitschriften akzeptierten Szust als Herausgeberin ohne Hintergrundüberprüfung und oft innerhalb von Tagen oder sogar Stunden. Im Vergleich dazu erhielt sie von den 240 Zeitschriften der Kontrollgruppe, die im Directory of Open Access Journals (DOAJ) und im Journal Citation Reports (JCR) geführt werden und bestimmte Qualitätsstandards erfüllen einschließlich ethischer Veröffentlichungspraktiken, nur minimale bis gar keine positive Resonanz. Von den 120 DOAJ-Zeitschriften akzeptierten sie immerhin acht. Das DOAJ hat inzwischen einige (aber nicht alle) der betroffenen Journale aussortiert. Von den 120 JCR-Zeitschriften bot keine einzige Szust eine Position an.
Die Ergebnisse des Experiments wurden im März 2017 in Nature veröffentlicht und erregten erhebliches Aufsehen.

### SCIgen
SCIgen ist ein Computerprogramm, das nach dem Zufallsprinzip Informatik-Fachartikel mittels einer kontextfreien Grammatik erstellt. Seine Texte wurden von einer Reihe von Raubzeitschriften und Raub-Konferenzen akzeptiert.

## Merkmale
Beschwerden im Zusammenhang mit räuberischen Open-Access-Publikationen richten sich unter anderem gegen
- das Verlangen von sehr hohen Geldbeträgen für die Publikation von Artikeln in Verbindung mit einem mangelhaften Peer-Review-Verfahren.
- erst nach Annahme der Manuskripte ergangene Hinweise auf Artikelgebühren,[33]
- aggressive Werbung für Akademiker, die Artikel einreichen oder in wissenschaftlichen Redaktionsbeiräten (engl. editorial boards) mitarbeiten sollen,[34]
- schnelle Annahme von Artikeln ohne oder mit wenig Peer-Review oder Qualitätskontrolle,[33][35] um die Bearbeitungsgebühren für Artikel möglichst gering zu halten und den Profit des Publizierens zu steigern.[36] Selbst Hoaxes und sinnlose Texte werden angenommen,[37][38][39]
- Auflistung von Wissenschaftlern als Mitglieder wissenschaftlicher Redaktionsbeiräte ohne deren Zustimmung und ohne Möglichkeit zum Austritt,[40][41]
- Berufung von falschen Akademikern in die wissenschaftlichen Redaktionsbeiräte,[42]
- Nachahmung des Namens oder des Webseitenstils etablierterer Zeitschriften,[41]
- unsachgemäße Verwendung von ISSNs,
- Verbreitung von Fehlinformation über den Ort der veröffentlichenden Organisation
- gefälschte[43][44] oder nicht vorhandene impact factors.

Das sind die zehn grundlegenden Kriterien, die bei Stop Predatory Journals gelistet sind, und einige der wesentlichen Kriterien, die Beall für seine Liste herangezogen hatte.

### Wachstum und Struktur
Raubzeitschriften haben ihr Publikationsvolumen von 53.000 im Jahr 2010 auf geschätzt 420.000 Artikel im Jahr 2014 erhöht, die von rund 1000 Verlagen mit 12.000 aktiven Zeitschriften herausgegeben werden. Zu Anfang dominierten Verlage mit mehr als 100 Zeitschriften den Markt, doch seit 2012 haben Verlage in der Klasse mit 10–99 Zeitschriften den größten Marktanteil erobert. Nach einer 2015 veröffentlichten Studie stammten drei Viertel der Autoren aus Asien oder Afrika, allein 35 % der Autoren waren Inder. Die Autoren zahlten eine durchschnittliche Gebühr von 178 USD pro Artikel für Manuskripte, die in der Regel innerhalb von 2 bis 3 Monaten nach Einreichung veröffentlicht wurden. Der Gesamtumsatz wurde für das Jahr 2014 auf 74 Mio. USD geschätzt im Vergleich zu 10,5 Mrd. USD des weltweiten Markts von abonnierbaren Fachzeitschriften. In der Fachrichtung der Management-Wissenschaften machten 2018 räuberische Zeitschriften basierend auf Cabells schwarzer Liste etwa 8,5 % aller Open Access Zeitschriften aus.

## Reaktionen

### Beall-Liste
Der Bibliothekar und Forscher Jeffrey Beall von der University of Colorado Denver, der den Begriff „räuberisches Publizieren“ geprägt hat, veröffentlichte seine Liste der räuberischen Verlage erstmals im Jahr 2010. Bealls Liste potenzieller, möglicher oder wahrscheinlicher räuberischer wissenschaftlicher Open-Access-Verlage versuchte, Open-Access-Wissenschaftsverlage zu identifizieren, die sich durch fragwürdige Praktiken auszeichnen. Im Jahr 2013 berichtete Nature, dass Bealls Liste und Website „überall von Bibliothekaren, Forschern und Open-Access-Befürwortern gelesen werden, von denen viele die Bemühungen um die Aufdeckung anrüchiger Veröffentlichungspraktiken loben“. Andere haben Zweifel daran geäußert, ob es fair sei, all diese Zeitschriften und Verlage als „räuberisch“ einzustufen – man könne mehrere Grautöne unterscheiden.
Bealls Analysen wurden als Verallgemeinerungen ohne Beweise bezeichnet; er sei gegen Open-Access-Zeitschriften aus wirtschaftlich weniger entwickelten Ländern voreingenommen. Ein Bibliothekar schrieb, dass Bealls Liste „eine binäre Teilung dieses komplexen Goldrausches versucht: Gute und Böse. Doch viele der verwendeten Kriterien sind entweder nicht quantifizierbar…, oder treffen für etablierte Open-Access-Zeitschriften ebenso häufig zu wie für die Neueinsteiger… Einige der Kriterien scheinen auf Regeln der Ersten Welt zu beruhen, die nicht weltweit gültig sind.“ Beall schrieb Mitte 2015 eine Gegenrede.
Nach dem Erscheinen von Who’s Afraid of Peer Review? hat das DOAJ seine Einschlusskriterien verschärft, mit dem Ziel, als Whitelist zu dienen, so wie Bealls Liste eine schwarze Liste war. Die Untersuchung ergab, dass „Beall gut darin ist, Verlage mit schlechter Qualitätskontrolle zu erkennen“. DOAJ-Geschäftsführer Lars Bjørnshauge schätzt allerdings, dass diese fragwürdige Publikationspraxis wahrscheinlich weniger als 1 % aller autorenfinanzierter Open-Access-Fachartikel betrifft, weit weniger als Bealls Schätzung von 5–10 %. Anstatt sich auf schwarze Listen zu verlassen, sollten Bjørnshauge zufolge Open-Access-Verbände wie das DOAJ und die Open Access Scholarly Publishers Association mehr Verantwortung übernehmen und selbst Kriterien für eine „Weiße Liste“ aufstellen.
Ein kanadischer Verleger, der auf der Liste auftaucht, drohte Beall mit Klage. Er sei online belästigt worden. Beall stütze sich hauptsächlich auf die Analyse der Verlags-Websites, arbeite nicht mit den Verlagen zusammen und liste auch neugegründete, aber seriöse Zeitschriften. Beall veröffentlichte daraufhin seine Kriterien und berief eine anonyme dreiköpfige Kommission, an die sich Verlage wenden können, um von der Liste gestrichen zu werden. Beispielsweise führte eine Neubewertung im Jahr 2010 dazu, dass einige Zeitschriften von der Beall-Liste gestrichen wurden.
2013 drohte OMICS, Beall auf 1 Mrd. USD zu verklagen wegen der „lächerlichen, grundlosen,[und] unverschämten“ Aufnahme in die Liste, die „einen Hauch von buchstäblicher Unprofessionalität und Arroganz“ aufweise. Ein unbearbeiteter Satz aus dem Brief lautet: “Let us at the outset warn you that this is a very perilous journey for you and you will be completely exposing yourself to serious legal implications including criminal cases launched against you in INDIA and USA.” (deutsch: „Seien Sie zu Beginn gewarnt, dass dies eine sehr gefährliche Reise für Sie ist und Sie sich ernsthaften rechtlichen Konsequenzen aussetzen werden, einschließlich Strafverfahren, die in Indien und den USA gegen Sie angestrengt wurden.“) Beall meinte, der „schlecht geschriebene und persönlich bedrohliche“ Brief sei „ein Versuch, von der Ungeheuerlichkeit der redaktionellen Praktiken der OMICS abzulenken“. Die Anwälte von OMICS beriefen sich auf ein indisches Gesetz, welches den mit Gefängnisstrafe bedroht, der per Computer falsche, grob anstößige oder bedrohliche Informationen veröffentlicht. In einem ähnlichen Fall entschied das oberste Gericht Indiens allerdings gegen eine Einschränkung der freien Meinungsäußerung. August 2016 wurde OMICS durch die Federal Trade Commission (einer US-Regierungsbehörde) wegen „irreführender Geschäftspraktiken im Zusammenhang mit der Veröffentlichung von Zeitschriften und wissenschaftlichen Konferenzen“ verklagt, in erster Instanz erfolgreich.
Im Südafrika verwendete das Department of Higher Education and Training Bealls Liste als maßgebliche Quelle für die Akkreditierung von Fachzeitschriften: Nach der Akkreditierung richtet sich die Vergabe von Fördergeldern, jedoch werden Zeitschriften, die als räuberisch identifiziert wurden, aus dieser Liste gestrichen. ProQuest überprüft alle Zeitschriften auf Bealls Liste und hat damit begonnen, sie aus der International Bibliography of the Social Sciences zu entfernen.
Im Januar 2017 schloss Beall seinen Blog und entfernte die Inhalte unter Berufung auf den Druck seines Arbeitgebers, was dieser dementiert.

### Cabell’s Listen
Auf dem Treffen der Society for Scholarly Publishing im Mai 2017 meldete Cabell’s International, ein Unternehmen, das wissenschaftliche Publikationsanalysen und andere wissenschaftliche Dienstleistungen anbietet, man werde eine schwarze Liste von räuberischen Zeitschriften (keine Verlage) veröffentlichen. Der Zugang erfordere ein Abonnement. Seit Anfang 2016 hatte das Unternehmen an der Liste gearbeitet. Im Juli 2017 wurden sowohl eine schwarze als auch eine weiße Liste auf der Website angeboten.

### Andere Listen
Nach dem Verschwinden von Bealls Liste haben sich neue Gruppen gebildet, darunter das indische Structural Engineering Research Centre (ein staatliches Labor für Bauingenieurswesen in Chennai), und eine anonyme Gruppe mit Namen Stop Predatory Journals.

### Sonstige Anstrengungen
Ein transparenteres Peer Review, wie Offenes Peer-Review mit offenen Identitäten und Berichten der Reviewer oder Post-Publication Peer Review, könnte räuberische Zeitschriften „bekämpfen“. Zum Beispiel wird argumentiert, dass beim offenen Peer-Review durch die Sichtbarmachung der „mühsame(n) Arbeit von Autoren, Gutachtern und Redakteuren“ räuberische Zeitschriften nicht mithalten könnten, und somit erkennbarer seien. Andererseits meinen andere, dass die Diskussion über räuberische Zeitschriften nicht „in eine Debatte über die Unzulänglichkeiten von Peer Review verwandelt werden“ solle, denn damit habe das Problem nichts zu tun. „Es geht um Betrug, Täuschung und Verantwortungslosigkeit.“
In dem Bestreben, „seriöse Zeitschriften und Verlage von unseriösen zu unterscheiden“, haben das Committee on Publication Ethics, das DOAJ, die Open Access Scholarly Publishing Association, und die World Association of Medical Editors gemeinsame Richtlinien zur Transparenz und Best Practice herausgegeben. Verschiedene Zeitschriften-Review-Websites (Crowdsourced oder mit Experten) wurden gestartet, von denen einige sich auf die Qualität des Peer-Review-Prozesses konzentrieren und Nicht-OA-Publikationen einbeziehen. Eine Gruppe von Bibliotheken und Verlagen startete eine Sensibilisierungskampagne.
Eine Reihe von weiteren Maßnahmen wurde vorgeschlagen. Forschungseinrichtungen müssten die Publikationskompetenz insbesondere der Nachwuchswissenschaftler in Entwicklungsländern verbessern. Einige Organisationen haben auch Kriterien entwickelt, nach denen man räuberische Verlage erkennen kann.
Da Beall das räuberische Publizieren dem Goldenen Weg zugeschrieben hat (insbesondere in der Autor-zahlt-Variante), könnte ein „Platin-Open-Access“ ohne Bearbeitungsgebühren den Interessenkonflikt der Verlage beseitigen. Es wurden objektivere Unterscheidungsmetriken vorgeschlagen, wie z. B. ein „räuberischer Score“ und positive und negative Qualitätsindikatoren für Zeitschriften. Autoren werden ermutigt, die von Fachleuten begutachteten Zeitschriftenverzeichnisse zu konsultieren, wie zum Beispiel das Verzeichnis der Pflegezeitschriften bei der International Academy of Nursing Editors. Es wurde hervorgehoben, dass die Anreize für Betrug beseitigt werden müssen.
Der Bioethiker Arthur Caplan hat davor gewarnt, dass räuberische Veröffentlichungen, gefälschte Daten und akademische Plagiate das Vertrauen der Öffentlichkeit in den medizinischen Beruf untergraben, die seriöse Wissenschaft entwerten, und die öffentliche Unterstützung für evidenzbasierte Politik untergraben.
2015 stellte Rick Anderson, stellvertretender Dekan der J. Willard Marriott Library, University of Utah, den Begriff selbst in Frage: „Was meinen wir mit ‚räuberisch‘ und ist dieser Begriff überhaupt noch nützlich? … Diese Frage ist relevant, weil Bealls Kritiker immer sagen, dass er nur eine Art von Raubtier untersuche – diejenige Art, die im Zusammenhang mit vom Autor bezahltem OA auftaucht.“ Ein Artikel in der New York Times aus dem Jahr 2017 legt nahe, dass viele Wissenschaftler „begierig“ seien, ihre Arbeiten in diesen Zeitschriften zu veröffentlichen, was die Beziehung eher zu einer „neuen und hässlichen Symbiose“ mache als zu einem Fall von Wissenschaftlern, die von „Räubern“ ausgenutzt würden.
Auch eine im Januar 2018 veröffentlichte Studie ergab, dass „Wissenschaftler in den Entwicklungsländern der Meinung waren, dass seriöse westliche Zeitschriften gegen sie voreingenommen sein könnten und sich manchmal bei Zeitschriften aus den Entwicklungsländern wohler fühlten. Andere Wissenschaftler waren sich des [schlechten] Rufs der Zeitschriften, in denen sie publizierten, nicht bewusst und hätten sie andernfalls nicht ausgewählt. Einige Wissenschaftler sagten jedoch, dass sie weiterhin in den gleichen Zeitschriften veröffentlicht hätten, wenn ihre Institution sie anerkannt hätte. Der Druck, zu ‚publizieren oder zu verschwinden‘, sei ein weiterer Faktor. In manchen Fällen hatten die Forscher keine angemessene Beratung und waren der Meinung, dass sie zu wenig Kenntnisse in der Forschung hätten, um ihr Manuskript bei einer angeseheneren Zeitschrift einzureichen.“
Um räuberische Zeitschriften weiter zu definieren und voneinander abzugrenzen, schlugen Leonhard Dobusch und Maximilian Heimstädt 2019 eine dreigliedrige Klassifizierung von Open-Access-Zeitschriften mit qualitativ unterdurchschnittlichen Peer-Review-Verfahren vor. Basierend auf deren Arbeitsweisen gäbe es 1) „aspirant“ 2) „junk“ und 3) „fake“ Zeitschriften. Während erstere trotz ihrer unterdurchschnittlichen Peer-Review wissenschaftsorientiert seien, wie beispielsweise manche aufstrebende oder studentische Zeitschriften, seien letztere beiden eher oder alleinig profitorientiert. Zudem wiesen sie trotz gegensätzlicher Bewerbung oberflächliche oder keine Peer-Review Verfahren auf.
Als Folge des wachsenden Publikationsaufkommens und vielfach undurchsichtiger Reviewprozesse stoppte der Schweizer Nationalfonds im Februar 2024 die Finanzierung von Artikeln, die in sogenannten „Special Issues“ erscheinen, in thematischen Spezialausgaben, die vom SNF als „Fehlentwicklung“ eingeschätzt werden. In Finnland wurden zum Januar 2025 aufgrund von Bedenken bezüglich unangemessen steigender Publikationsgebühren zulasten gründlicher Qualitätssicherung 271 Journale – vor allem solche, die von MDPI und Frontiers Media herausgegeben werden – im nationalen Zeitschriftenbewertungssystem JUFO als „Level 0“ und damit außerhalb der akademischen Öffentlichkeit eingestuft.

## Rundfunkberichte
- Raubverleger und Scheinjournale – Wissenschaftliche Publikationen im Zwielicht, Deutschlandfunk – „Wissenschaft im Brennpunkt“ vom 22. Juli 2018